# Don't Breathe
Don't Breathe és una pel·lícula de terror i thriller estatunidenca de 2016 produïda i dirigida per Fede Álvarez, coproduïda per Sam Raimi i Robert Tapert, i coescrita per Álvarez i Rodo Sayagues. La pel·lícula és protagonitzada per Jane Levy, Dylan Minnette, Daniel Zovatto i Stephen Lang, i se centra en tres amics que queden atrapats a la casa d'un cec mentre hi entren. La pel·lícula va ser produïda per Ghost House Pictures i Good Universe i distribuïda per Sony Pictures Releasing. S'ha subtitulat al català.
En contrast amb el seu treball anterior a Evil Dead, el director Álvarez va decidir que el projecte tindria menys sang, una història original, més suspens i no dependria d'elements sobrenaturals, que sentia que estaven massa utilitzats. El projecte, titulat originalment en anglès com a A Man in the Dark, es va anunciar a principis de 2014. El rodatge principal va començar el 29 de juny de 2015 i es va acabar el juliol de 2015 a Detroit.
Don't Breathe es va estrenar a South by Southwest el 12 de març de 2016 i es va estrenar a les sales el 26 d'agost de 2016 de la mà de les distribuïdores Screen Gems i Stage 6 Films. La pel·lícula va recaptar més de 157 milions de dòlars i va rebre comentaris molt positius de la crítica, que van elogiar les actuacions, la direcció, el guió i l'atmosfera tensa. El 13 d'agost de 2021 es va estrenar una seqüela, amb Lang repetint el seu paper.